# Archgallo
Archgallo (Welsh: Arthal) was volgens de legende, zoals beschreven door Geoffrey of Monmouth, koning van Brittannië van 330 v.Chr. - 311 v.Chr. Hij was de tweede zoon van koning Morvidus, en volgde zijn oudere broer Gorbonianus op na diens dood.
Archgallo startte als een tiran, gespitst op vernietiging van de adel, en daarmee deed hij afbreuk aan alles wat zijn broer had gerealiseerd. Hij werd een welvarend man door de gestolen rijkdommen. Als gevolg hiervan kwamen de edelen in opstand, en zij zetten Archgallo af ten faveure van zijn broer Elidurus.
Archgallo trok gedurende vijf jaar eenzaam door de omliggende landen, totdat hij terugkeerde naar Brittannië. Toen hij rondtrok in de bossen van Calaterium, ontmoette hij zijn broer Elidurus die hem omhelsde en meenam naar een nabijgelegen stad. Daar werd Archgallo door zijn broer verborgen gehouden. Gedurende een jaar pretendeerde Elidurus ziek te zijn, en hij beval de edelen een voor een hem te bezoeken. Tijdens deze bezoeken eiste Elidurus van elke edele trouw aan Archgallo, of zij zouden worden onthoofd. Toen alle edelen trouw hadden gezworen bracht Elidurus zijn broer Archgallo naar York, en deed troonsafstand, waarna Archgallo opnieuw werd geïnstalleerd als koning.
Tijdens zijn tweede regeringsperiode regeerde Archgallo vredelievend en trouw, en had hij zijn vroegere methoden afgezworen. Hij regeerde tien jaar, waarin hij de edelen hun bezittingen terug gaf. Toen hij stierf na een coma, werd hij begraven in Leicester en opgevolgd door Elidurus.